# الحركة الإيليرية

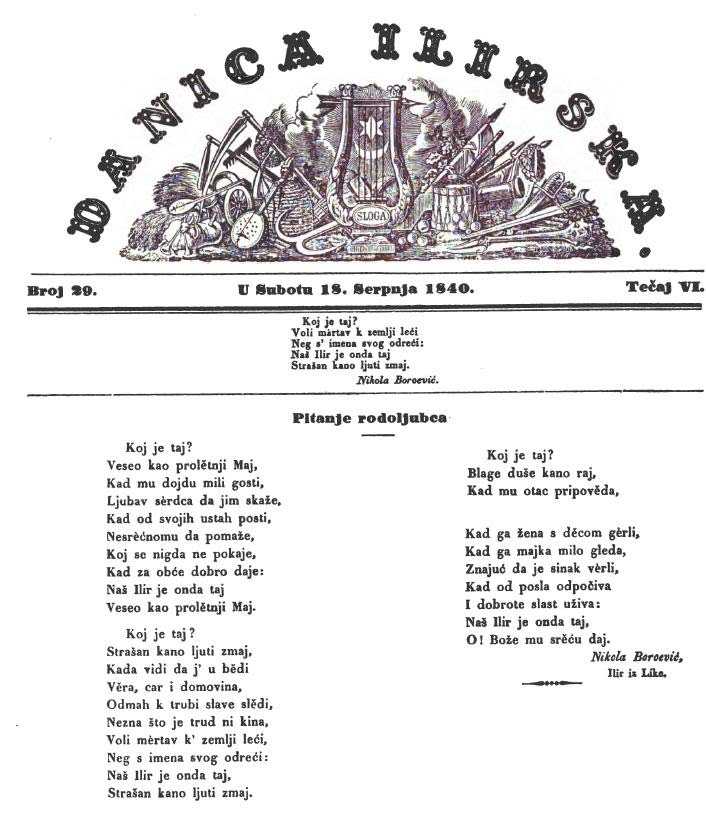
صحيفة دانيكا إليرسكا التابعة ليوجافيت جاي.

كانت الحركة الإليرية (باللغة الكرواتية: Ilirski pokret، وباللغة الصربية: Илирски покрет، وباللغة السلوفينية: Ilirsko gibanje)، حملة ثقافية وسياسية لعموم السلاف الجنوبيين تعود جذورها إلى الحقبة الحديثة المبكرة، وأُعيد إحياؤها من قبل المثقفين الكرواتيين الشباب خلال النصف الأول من القرن التاسع عشر، حوالي 1835 – 1863 (بينما يعتقد البعض أن التاريخ الرسمي لإعادة إحياء الحركة يعود إلى الفترة بين عامي 1835 و 1870). كانت الحركة تهدف إلى إنشاء مؤسسة وطنية كرواتية في الإمبراطورية النمساوية المجرية بالاعتماد على الوحدة اللغوية والعرقية، وبالتالي، وضع حجر الأساس للتوحيد الثقافي واللغوي لجميع السلاف الجنوبيين تحت مسمى الإيليرية المتجدد والجامع.
في التأريخ الكرواتي، تعتبر جوانب الحركة، المرتبطة بتطوير الثقافة الكرواتية، جزءًا من النهضة الوطنية الكرواتية (الإحياء الوطني الكرواتي، باللغة الكرواتية: Hrvatski narodni preporod).

## الاسم
في القرن التاسع عشر، اختير اسم إيليرية من قبل أعضاء الحركة ليستخدم كإشارة للنظرية التي تنص على أن السلاف الجنوبيين ينحدرون من سلالة الإيليريين القدامى. خوفًا من الخصوصية الإقليمية، اعتقد الإصلاحيون أن اختيار الاسم الإيليري سيسهل مهمة تحقيق الوحدة الأدبية.

## السياق التاريخي
في أوروبا خلال القرن التاسع عشر، تموضعت الإيدولوجيات الليبرالية والقومية على رأس قائمة الثقافات السياسية. في أوروبا الوسطى، حيث كانت إمبراطورية هابسبورغ قد فرضت سيطرتها طويلة الأمد على مجموعة متنوعة من المجموعات العرقية والثقافية، ظهرت النزعة القومية بشكل موحد. كانت بداية القرن التاسع عشر «الفترة التي استرجع فيها حملة الجنسيات الصغرى في الإمبراطورية، ومعظمهم من السلاف والتشيكيين والسلوفاكيين والسلوفينيين والكرواتيين والصرب، تقاليدهم التاريخية، وأحيوا لغاتهم الأصلية بصفتها لغات أدبية، وأعادوا تقويم تقاليدهم وفلكلورهم، وأعادوا التأكيد على وجودهم كأمة». شمل هذا الإحياء للتراث الوطني الحركةَ الإيليرية في كرواتيا.
في عام 1813، أصدر أسقف مدينة زغرب، ماكسيميليان فروفاتش، نداءًا لجمع «الكنوز الوطنية»، ما بشر بانطلاق حركة النهضة الوطنية. متأثرًا بوالده، الذي كان أول محافظ لمدينة كارلوفاتش، التي كانت واقعة تحت السيطرة الفرنسية، وأحد الماسونيين الأوائل، حاول يوراي شبورير نشر أول صحيفة باللغة الإيليرية، صحيفة الأصل (بالكراواتية: domorodnom). فشل مشروعه قبل اكتماله بسبب عدم اهتمام العامة بصحيفة تصدر باللغة الأم لشبورير. على غرار كرواتيا، شهدت المجر والنمسا، المحيطتان بها، ظهورًا للتحركات القومية في نفس الفترة الزمنية. لم يكن الكرواتيون مرتاحين لتصاعد القومية الهنغارية التي سعت إلى تقليص الحكم الكرواتي الذاتي مقابل العمل على نشر المجرية. في محاولة منهم للحفاظ على استقلاليتهم، سعى الكرواتيون إلى ترسيخ ثقافتهم وإحياء تراثهم. تأثر أعضاء الحركة الإيليرية بشكل كبير بمنشور إعادة إحياء كرواتيا الصادر عام 1700.
في بداية ثلاثينيات القرن التاسع عشر، اجتمع عدد من الكتاب الكرواتيين الشباب بقيادة لوديفيت غاي في مدينة زغرب وأسسوا حركة تحمل أهداف التجديد الوطني وتوحيد جميع السلاف الجنوبيين في إمبراطورية هابسبورغ. أصبحت مدينة زغرب مركزًا هامًا للنشاط السياسي والاقتصادي والثقافي، فاختارتها الحركة الجديدة مركزًا لها. في عام 1932، نشر الكونت يانكو دراشكوفيتش أطروحته، التي اعتبرت لاحقًا البرنامج السياسي والاقتصادي والاجتماعي والثقافي للحركة، وروج فيها للغة الإيليرية باعتبارها لغة رسمية ومستقلة عن الحكومة المركزية، وتوفر تعليمًا وتنويرًا أفضل لعامة الناس. خدم غاي في منصب قائد الحركة لمدة 8 – 9 سنوات تغيرت بعدها قيادة الحركة.
مثلت قضايا وضع لغة قياسية تضاهي اللغة الهنغارية والترويج للأدب المكتوب والثقافة الكرواتية أكبر هموم الإيليريين. وضع الإيليريون تصورًا للغة أدبية واحدة مع القواعد الإملائية لها، لنكون بمثابة وسيلة للتوحيد الوطني والثقافي، تمهيدًا لصحوة وطنية عامة. 

## مفاهيم اللغة الإيليرية
في عام 1830، نشر لوديفيت غاي كتاب (موجز لأساسيات الإملاء بالكرواتية السلافية). وكان أول عمل لغوي ينشر خلال فترة الحركة. قدم غاي في كتابه اقتراحات لإصلاح الأبجدية الإيليرية، بما في ذلك إدخال علامات التشكيل عليها. كان التشبه بأبجديات الشعوب السلافية الأخرى التي تكتب بالأحرف اللاتينية (التشيكية والسلوفاكية والبولندية)، وأساليب الكتابة المحلية السابقة، كالأبجدية التي استخدمها بافاو ريتر فيتزوفيتش، الدافع وراء هذا الاقتراح. بعد أن أضاف فيتزوفيتش حرفي l̃ و ñ إلى اللغة الإيليرية، أدخل غاي المدة (~) كعلامة تشكيل على الأحرف c̃ وz̃ وs̃ وl̃ وñ وd̃ وg̃. مع ذلك، ولأسباب تكتيكية، لم تطبق الرموز الجديدة بشكل كامل.
كان الإصلاح الأبجدي في بادئ الأمر مخصصًا لمتحدثي لهجة كاجكافيان فقط، ومع ذلك، طرح غاي فكرة الأبجدية المشتركة لجميع السلاف الجنوبيين، بالاعتماد على الأحرف اللاتينية، والتي من شأنها أن تكون حجر الأساس للغة أدبية مشتركة. 
في عام 1835، باشر غاي نشر صحيفة هورفاتسكا («صحيفة كرواتية») وصحيفة دانتزيكا الكرواتية ومجلة السلافونية والدلماسية باللهجة الكاجكافيانية وباستخدام أبجدية كاجكافيان القديمة. لكن، احتوت مجلات غاي على مقطوعات أدبية مكتوبة باللهجة الشتوكافية، أي الدوبروفنيكية، لتمهيد الطريق أمام إدخال لغة أدبية مشتركة على أسس اللهجة الشتوكافية. استخدم غاي، في العدد العاشر من صحيفة دانتزيكا، الأبجدية الجديدة، كما استخدم اللهجة الشتوكافية في بعض الإصدارات، وأصبح استخدام الأبجدية الجديدة، منذ الإصدار التاسع والعشرين، هو الغالب.

في 5 ديسمبر من عام 1835، نشر غاي بيانًا أعلن فيه نشر («الصحف الشعبية الإيليرية») وصحيفة دانيكا إليرسكا، اللتان تخلى فيهما عن الأبجدية القديمة واستخدم اللهجة الشتوكافية. يعكس التحول المصطلحي من اللغة «الكرواتية» إلى اللغة «الإيليرية» الأهداف الأيديولوجية للحركة الإيليرية بشكل أكثر دقة، كما يعكس عُرف استخدام اللهجة الشتوكافية، أكثر اللهجات انتشارًا في تلك الفترة. سعى الإيليريون إلى جعل اللغة أكثر قابلية للتعلم من قبل المتحدثين باللهجتين الشاكافيانية والكاجكافيانية. ومن هذا المنطلق، نص إعلان غاي لعام 1835 على ما يلي: 
لا يمكن أن يكون هناك أكثر من لغة أدبية واحدة في إيليريا... لا في بقعة جغرافية محدودة، ولا في بلد واحد، بل في جميع مناطق إقليم إيليريا... قواعد لغتنا وقاموسنا هما لكامل الأراضي الإيليرية. يوجد العديد من الأزهار الجميلة في جميع زوايا تلك الحديقة الضخمة: دعونا نجمع أفضل الأزهار لنشكل باقة واحدة لن تذبل أبدًا.

-        لوديفيت غاي، إعلان عام 1835.
إلى جانب الفكرة الإثنولوجية الأساسية، التي تعتبر السلاف الجنوبيين أحفادًا للإيليريين القدامى، والتي يتبناها الإيليريون، كانت فكرة التميز القومي حاضرة عندهم. كتب غاي في صحيفة دانيكا: «لا نهدف لإلغاء الأسماء الفردية، وإنما توحيدها جميعًا تحت اسم عام واحد، لأن كل اسم من الأسماء الفردية له تاريخه الفردي الخاص، والذي يشكل، عند جمعه مع البقية، تاريخًا أكثر عمومية للأمة الإيليرية». ركز أتباع الحركة على اسم «إيليري» ويسعون للترويج له وقدموا بعض التنازلات في مواضيع اللغة وتهجئة الكلمات، في محاولة للتغلب على حالة الانقسام الإقليمي وتحقيق الوحدة. بالاعتماد على التقاليد الأدبية الموجودة في ثلاث لهجات مختلفة، وفي محاولة لتيسير عمليات التوحيد اللغوي والثقافي، دعا الإيليريون لاستخدام بعض القواعد اللغوية القديمة، وبعض الكلمات المستخدمة في اللهجات الكاجكافيانية والشاكافيانية، أملًا منهم بأن تكون هذه التغييرات مقبولة بالنسبة لكل من يستخدم اللغة الإيليرية.